# Oberea anguina
Oberea anguina là một loài bọ cánh cứng trong họ Cerambycidae.